# Una lettera per Eva
Una lettera per Eva (A Letter for Evie) è un film del 1946 diretto da Jules Dassin.